# Talalaïvka
Talalaïvka (ukrainien : Талалáївка, russe : Талалáевка) est une commune urbaine de l'oblast de Tchernihiv, en Ukraine. Elle compte 4 640 habitants en 2021.